# Walt Disney Studios Home Entertainment
«Buena Vista Home Entertainment, Inc.» (веде бізнес як «Walt Disney Studios Home Entertainment») — підрозділ «Walt Disney Company» з поширення домашніх розваг. Підрозділ займається розповсюдженням фільмів, телесеріалів та іншого аудіовізуального контенту виробництва «Disney» у кількох форматах домашнього відео, таких як диски DVD та Blu-ray, Ultra HD Blu-ray та цифрові носії під різними торговими марками по всьому світу.
Підрозділ був офіційно зареєстрований як «Buena Vista Home Video» 13 лютого 1987 року. У 1997 році компанія була перейменована на свою нинішню офіційну назву, хоча з 2013 року вона відома у Великій Британії як «Walt Disney Studios Home Entertainment» (Великобританія та Ірландія). Підрозділ прийняв нинішній бренд «Walt Disney Studios» як свою публічну назву у 2007 році, але зберіг бренд «Buena Vista» для корпоративного використання.
В останні роки продажі на ринку фізичних носіїв значно впали через зростання цифрових медіа і потокових сервісів, таких як власний «Disney+», що призвело до того, що компанія дозволила іншим дистриб'юторам домашнього відео, таким як «Elevation Sales» і «Sony Pictures Home Entertainment», займатися дистрибуцією їм чи виходити з ринку залежно від регіону.

## Дистрибуція
В цей час компанія займається дистрибуцією цифрових носіїв, а раніше розповсюджувала диски Blu-ray і DVD всередині компанії під багатьма лейблами по всьому світу до початку-середини 2020-х років, коли вона уклала угоди з іншими дистриб'юторами, такими як «Sony Pictures Home Entertainment», для забезпечення їхнього поширення.

## Disney DVD

Логотип «Disney DVD»

«Disney DVD» — торгова марка, під якою «Buena Vista Home Entertainment» випускає свої фільми під брендом «Disney». Компанія почала працювати над випусками великих DVD-дисків у 1997 році, хоча в цьому форматі вони не випускалися у Великій Британії до початку 1998 року. Першим DVD-диском «Disney» в США був «Джордж із джунглів» у 1997 році. Останнім випуском Disney VHS був мультфільм «Тачки».
Українськими дистриб'юторами «Disney DVD» з 2005 по 2014 рік були дві компанії: 
- «Відеосервіс Україна» — в минулому український підрозділ російського концерну «Відеосервіс», який займався релізами ліцензійних DVD та Blu-ray дисків, також VHS до 2006 року. Проіснував з 2005 по 2012 рік.
- «B&H Classic Films» — в минулому українська компанія, яка займалася виробництвом та розповсюдженням ліцензійної продукції «Disney» на DVD та Blu-ray дисках. Проіснувала з 2012 по 2014 рік.

## Disney Blu-ray

Логотип «Disney Blu-ray»

«Disney Blu-ray» — торгова марка, під якою «Buena Vista Home Entertainment» випускає свої фільми під брендом «Disney» у високій якості. Наприкінці 2006 року компанія «Disney» почала випускати такі фільми, як «Пірати Карибського моря», «Скарб нації» та перші два фільми «Хроніків Нарнії» на Blu-ray.
Наприкінці 2010 року «Walt Disney Studios Home Entertainment» почала випускати свої 3D-фільми у форматі Blu-ray 3D, починаючи з «Різдвяної історії» та «Аліси в Країні Чудес». У 2017 році «Walt Disney Studios Home Entertainment» непомітно припинила випуск нових релізів у цьому форматі в Північній Америці, ймовірно через зниження інтересу до домашнього формату 3D в цьому регіоні. Попри це, «Walt Disney Studios Home Entertainment» припинила випуск нових релізів у цьому форматі й в інших регіонах, переважно в Європі, наприклад у Великій Британії, з 2019 по 2020 рік. У 2023 році студія «20th Century Studios» випустила фільми «Аватар: Шлях води» на Blu-ray 3D.